# ハンターズビル (ノースカロライナ州)
ハンターズビル（英: Huntersville）は、アメリカ合衆国ノースカロライナ州のメクレンバーグ郡にある町。人口は6万1376人（2020年）。シャーロットの北19キロメートルに位置している。

## 歴史
町名はハンフリー・ハンター牧師から採られたと考えられている。ハンターはスティール・クリークとユニティ長老派教会の牧師であり、アメリカ独立戦争では地元の英雄だった。別の説として地元綿花農家のロバート・B・ハンターにちなむというものもある。

## 地理
ハンタービル町は北緯35度24分34秒 西経80度51分49秒 / 北緯35.40944度 西経80.86361度 (35.409544, -80.863622)に位置している。
アメリカ合衆国国勢調査局に拠れば、町域全面積は81 km2であり、このうち陸地81 km2、水域は0.3 km2で水域率は0.03%である。

## 町政府
ハンターズビル町の行政は、1人の町長と6人の委員で構成される町政委員会が担当している。選挙は無党派で行われる。2年毎に改選され、町長と町政委員は別の枠で選挙される。予備選挙は無い。有権者は町政委員を6人まで選んで投票し、得票の多い6人が当選とされる。
最近の選挙は2015年11月に行われた。

## 人口動態
以下は2010年の国勢調査による人口統計データである。
| 基礎データ - 人口: 46,773 人 - 世帯数: 9,171 世帯 - 家族数: 6,859 家族 - 人口密度: 309.4人/km2（801.4 人/mi2） - 住居数: 9,859 軒 - 住居密度: 122.2軒/km2（316.5 軒/mi2） 人種別人口構成 - 白人: 88.42% - アフリカン・アメリカン: 7.47% - ネイティブ・アメリカン: 0.37% - アジア人: 1.50% - 太平洋諸島系: 0.05% - その他の人種: 1.06% - 混血: 1.13% - ヒスパニック・ラテン系: 3.88% 年齢別人口構成 - 18歳未満: 28.3% - 18-24歳: 6.2% - 25-44歳: 40.7% - 45-64歳: 18.6% - 65歳以上: 6.2% - 年齢の中央値: 33歳 - 性比（女性100人あたり男性の人口） - 総人口: 97.6 - 18歳以上: 96.0 | 世帯と家族（対世帯数） - 18歳未満の子供がいる: 41.9% - 結婚・同居している夫婦: 64.6% - 未婚・離婚・死別女性が世帯主: 7.5% - 非家族世帯: 25.2% - 単身世帯: 19.2% - 65歳以上の老人1人暮らし: 3.4% - 平均構成人数 - 世帯: 2.67人 - 家族: 3.09人 収入と家計 - 収入の中央値 - 世帯: 71,932米ドル（2007年推計では80,328ドル） - 家族: 80,821米ドル（2007年推計では90,739ドル） - 性別 - 男性: 53,553米ドル - 女性: 33,877米ドル - 人口1人あたり収入: 30,256米ドル - 貧困線以下 - 対人口: 3.1% - 対家族数: 1.9% |

ハンターズビルは急速に成長しているが、犯罪は最小にすることに務めてきた。住民は家族を育てるために安全な場所だと考えている。

## 交通
ハンターズビルは、メクレンバーグ郡の中で、シャーロット市の北にある3つの町の1つである。あとの2つの町はデイビッドソンとコーネリアスである。この3つの町が「ノースメック」と呼ばれる地域を形成している。急行バスによる輸送と、ハンツビルの南8 kmで終わるHOVレーンのある州間高速道路でシャーロットの中心街事業地域に行くことができる。ハンツビルは主に通勤者のベッドタウンである。
州間高速道路77号線の出口が町内に2か所ある。出口23番（ジリード道路）は高速道路と元々の町を繋いでいる。出口25番（ノースカロライナ州道73号線、サム・ファー道路と呼ばれる方が多い）はバークデール・ビレッジ地域と呼ばれるショッピング、医療、事務所などが入る複合施設に接続する。この施設は出口ができた後に建設された。

## メディア
ハンターズビルでは「レイク・ノーマン・シティズン」や「ヘラルド・ウィークリー」など週刊紙6紙が発行されている。

## レクリエーション
ハンターズビルの近くには、デューク・パワーが原子力発電所のために造った大きな人造湖であるノーマン湖や、シャーロット市の水源として使われ、ハンターズビルの南西境界に沿ってある小さなマウンテン・アイランド湖があり、レクリエーションの面では湖の町として知られている。これらの湖では、周辺州からボート遊びの人や水上スキーを楽しむ人々を惹きつけている。町内にはノースストーン・カントリークラブという民間ゴルフ場もある。スカイブルック・ゴルフクラブにある半民間のコースとバークデール・ゴルフコースの2つである。これらはIRIグループが所有運営している。

## NASCAR
ハンターズビルには、NASCARのレースショップ、ジョー・ギブス・レーシングの本社がある。州間高速道路77号線出口23番に近いハンターズビル・ビジネスパーク内にある。このショップは現在スプリントカップ・シリーズの3チームを運営している。No,11はフェデックス・トヨタ・カムリ、No.18はM&M'sトヨタ・カムリ、No.20はダラー・ジェネラル・トヨタ・カムリである。

## 見どころ
ハンターズビルでは毎年10月と11月の土曜日と日曜日にカロライナ・ルネッサンス祭を開催している。

## 著名な出身者
- ジェフ・バートン、NASCARのドライバー、スプリントカップ・シリーズに出ている
- ホイト・ウィルヘルム、メジャーリーグベースボール選手、ニューヨーク・ジャイアンツ他、アメリカ野球殿堂入り

## 学校と図書館

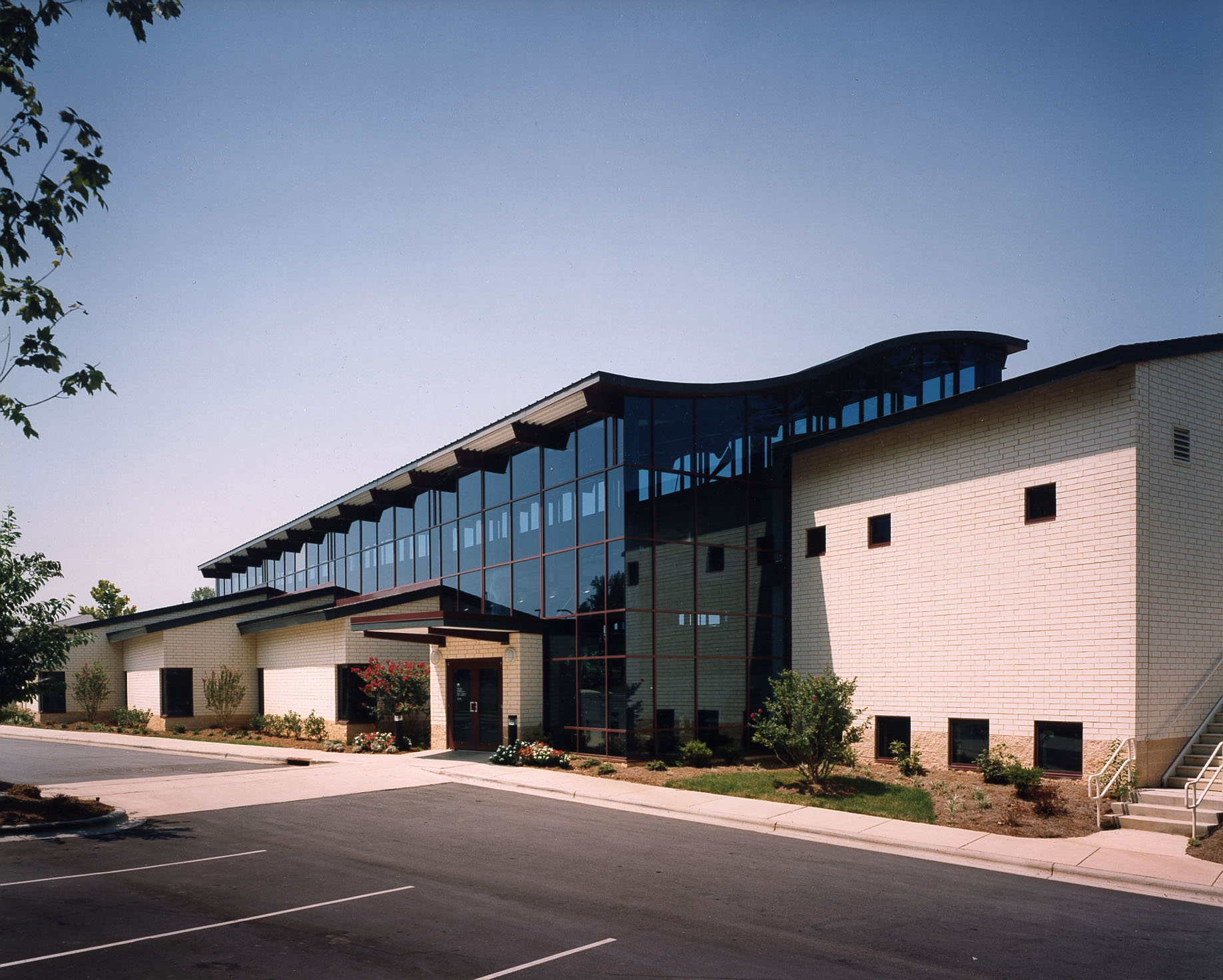
ハンターズビルにあるシャーロットとメクレンバーグ郡公共図書館ノースカウンティ支所

ハンターズビルの公共教育はシャーロット・メクレンバーグ教育学区が管轄している。
小学校
- バーネット小学校
- ハンターズビル小学校
- レゲット・ブライス小学校
- トーレンス・クリーク小学校
- グランドオーク小学校
- ロングクリーク小学校
- ホーネッツ・ネスト小学校

中学校
- フランシス・ブラドリー中学校
- ジョン・M・アレクサンダー中学校
- ベイリー中学校

高校
- ホープウェル高校
- ノースメクレンバーグ高校
- ウィリアム・A・ヒュー高校

### チャータースクール
- レイクノーマン・チャータースクール[8]

### 私立学校
- チルドレンズ・コミュニティ・スクール
- サウスレイク・クリスチャン・アカデミー[9]
- セントマークス・カトリック学校[10]
- クライスト・ザ・キング・カトリック高校

### 高等教育機関
セントラル・ピードモント・コミュニティカレッジのノースキャンパスが町内のステイツビル道路近く、マウントホリー・ハンターズビル道のすぐ南にある。通常の学科に加えて法の執行（警察）や自動車機械の訓練施設もある。

### 図書館
ハンターズビルと周辺地域はメクレンバーグ郡公共図書館のノースカウンティ支所を利用できる。
この支所は州間高速道路77号線出口25番のすぐ南東、サム・ファー道路に近く、ホリークレスト・レーンに沿ってある。